# Survival International
Survival International es un “movimiento global por los derechos de los pueblos indígenas y tribales”. Fundada en 1969 en Londres, su misión es ayudar los pueblos indígenas y tribales a defender sus vidas, proteger sus tierras y sus derechos humanos y fundamentales frente a cualquier forma de persecución, racismo y genocidio.
Survival cree que la opinión pública es la única fuerza capaz de producir cambios duraderos y por eso persigue construir un movimiento amplio capaz de poner fin a los tratos injustos e ilegales que sufren los pueblos indígenas. Parte importante de su labor se enfoca en cuestionar las actitudes racistas hacia los pueblos indígenas, en la sensibilización de la opinión pública sobre sus realidades y en la valorización de sus culturas y sus formas de vida.
Su sede central se encuentra en Londres, pero también cuenta con oficinas en Madrid, Milán, París, Berlín y San Francisco.

## Historia
Survival International fue fundada en 1969 tras la publicación de un artículo en el diario británico Sunday Times, en el que el periodista Norman Lewis denunciaba el robo de tierras y el genocidio que se estaba produciendo en la Amazonía brasileña.
Ha sido la primera organización en su campo en utilizar el envío masivo de cartas como instrumento para sus campañas enfocadas en diversas partes del mundo, tales como Siberia, Canadá y Kenia.
Varias de estas campañas han influido para modificar las políticas gubernamentales y formalizar el respeto a los derechos de los pueblos indígenas. En el año 2000, por ejemplo, el Gobierno de la India abandonó un plan para sedentarizar forzadamente al pueblo jarawa después de haber recibido entre 150-200 cartas diarias de activistas de Survival de todo el mundo. En 2001, poco después de la publicación de un llamamiento de Survival, el Gobierno de Siberia occidental prohibió por cinco años la extracción de petróleo en el territorio del pueblo khanty. Además, Survival fue la primera organización en llamar la atención pública sobre los efectos de los proyectos del Banco Mundial, ahora reconocidos como una de las principales causas de miseria que afecta a muchos países no industrializados.
Survival ha recibido reconocimientos prestigiosos por su labor, como el Premio León Felipe (España), el “Right Livelihood Award” (el Premio Nobel alternativo) y la “Medaglia d’oro della Presidenza della Camera dei Deputati” (Italia). En España Survival está presente desde 1979.

## Estructura y objetivos
Survival trabaja en tres niveles complementarios: educación, sensibilización y campañas. Rechaza un acercamiento asistencial y ayuda las organizaciones indígenas a desarrollarse de forma autónoma proporcionándoles el asesoramiento técnico y legal necesario. Survival proporciona a los indígenas una plataforma que les permite alzar sus voces y dirigir sus reclamos ante el mundo, y presiona gobiernos y organizaciones internacionales para que adopten leyes más eficaces que protejan sus derechos.
Los objetivos del proyecto educativo de Survival son la demolición del falso mito según el cual estos pueblos son reliquias destinadas a sucumbir al “progreso” y la promoción del respeto de sus estilos de vida.
La organización cree que las diversas formas de vida de los pueblos indígenas representan un modelo de sostenibilidad ambiental e interdependencia con el medio y constituyen un rico patrimonio cultural del cual podemos extraer muchas enseñanzas.
Si queremos ayudar realmente a las sociedades, nuestro primer trabajo debe ser escuchar en lugar de dictar lo que pensamos que necesitan y debemos estar preparados para ser sorprendidos. Esto no aplica sólo a pueblos tribales remotos:  es de vital relevancia para todos en un mundo en el que las ideas sobre multiculturalismo son malentendidas y atacadas, y donde crecientemente algunos pocos quieren imponer sus opiniones sobre los otros.
- Stephen Corry, director de Survival International, abril de 2007
En la actualidad Survival cuenta con seguidores y simpatizantes en 82 países y sus publicaciones son traducidas en varios idiomas. Para conservar sus principios e independencia, la organización no acepta fondos de ningún gobierno y se autofinancia completamente gracias a las donaciones de sus simpatizantes y a lo percibido a través de algunas iniciativas de recaudación de fondos.

## Pueblos indígenas y campañas
Los pueblos indígenas del mundo son integrados por al menos 370 millones de personas y representan el 6% de la población del planeta.
Survival no defiende la teoría de que los pueblos tribales deben ser preservados en un estado “originario”, ni pretenden que vivan protegidos como animales en un zoo o como reliquias en un museo. Al contrario, la organización trabaja para que el mundo reconozca sus derechos a la autodeterminación, a la supervivencia física y cultural y a la propiedad de sus tierras ancestrales. En particular, el derecho al reconocimiento de sus tierras tradicionales es un elemento fundamental para la supervivencia de los indígenas: la tierra les proporcionas los medios de subsistencia y la posibilidad de desarrollar su cultura, garantizando sus libertades y derechos.
Survival ha lanzado campañas de información y presión en diversas partes del mundo y actualmente realiza el seguimiento de casos en más de 40 países. La amenaza más común que encaran los pueblos indígenas es la invasión de sus tierras por parte de compañías petroleras o mineras, ganaderos y madereros. Frecuentemente, las invasiones acarrean desplazamientos forzados, violencia, perdida de los medios de subsistencia y traumáticos cambios de estilos de vida. Además, los pueblos que viven aislados son particularmente vulnerables a las enfermedades contraídas desde el exterior entre quienes no tienen defensas inmunitarias: esta amenaza es suficiente para aniquilar un tribu por completo. Una de las últimas campañas exitosas de la organización fue la iniciativa para salvar a los awás de Brasil. Colonos y madereros ilegales invadieron la selva donde vive la tribu: los invasores han abierto caminos, cazan los animales de los que dependen los awás y han expuesto a la tribu a enfermedades y violencias brutales. Debido a la crítica situación, Survival ha denominado a los awás como “la tribu más amenazada de la tierra”.
Otro aspecto al que Survival dedica mucha atención es contrarrestar la descripción de los indígenas como “primitivos”  o personas “de la Edad de la Piedra”; términos que refuerzan la falsa idea de que estos pueblos han permanecido inmutables durante generaciones. Dicha percepción, argumenta, es muy peligrosa porque alimenta los prejuicios y es útil a la legitimación de la violación de sus derechos. Afirmar, erróneamente, que los pueblos indígenas no han evolucionado, justifica la idea de que necesitan “ayuda” para “desarrollarse” y “civilizarse”.
Survival considera que el impacto del mundo exterior en la existencia de los pueblos indígenas y su cultura es realmente dramático. Los cambios impuestos por la fuerza en nombre del “progreso” llevan inevitablemente a una degradación en su calidad de vida e incrementa las enfermedades y la violencia que padecen. Su tesis es que los pueblos indígenas y tribales deberían mantener el control sobre sus propias vidas. La organización ha documentado los efectos de este progreso forzado en el informe “El progreso puede matar”.
Survival también ha echado luz sobre el drástico aumento de suicidios registrado entre algunos pueblos indígenas como consecuencia de las persecuciones e interferencias en sus vidas y culturas; entre los más afectados están los innu de Canadá, los aborígenes australianos y los guaraníes de Brasil. De hecho, tras ser víctimas de los desplazamientos y el sedentarización forzada, muchos indígenas se ven obligados a vivir en ambientes a los que no están acostumbrados, en los que no tienen nada útil a qué dedicarse y son tratados con un desdén racista por los nuevos vecinos. Alienados y sin esperanza acaban por refugiarse en la droga y el alcohol. La violencia doméstica y el abuso sexual se disparan: muchos optan por el suicidio.
Todo lo que puedo hacer es sentarme sobre este ladrillo. Solo estamos sentados aquí para recibir arroz. ¿Que vida es esta?
(Testimonio – dongria kondh, India)

## Apoyos
La labor de Survival International ha recibido el apoyo de numerosas personalidades que cosechan fama internacional:
Richard Gere se ha expresado en defensa de la tribu de los chakmas en Bangladés, Judi Dench ha denunciado la difícil situación en la que viven los arhuacos en Colombia, y Colin Firth fue la cara visible de la campaña para salvar a los awas de Brasil. Entre los “embajadores” de Survival se cuentan Gillian Anderson, Quentin Blake y Julie Christie.
Varios escritores, artistas, fotógrafos y celebridades confluyeron en el proyecto editorial del libro “Somos Uno”, publicado en el marco de la celerbación del 40 aniversario de la organización. Algunos nombres implicados: Yann Arthus-Bertrand, Noam Chomsky, A.C. Grayling, Richard Gere, Jane Goodall, Germaine Greer, Damien Hirst, Peter Matthiessen, Don McCullin, George Monbiot, Carlo Petrini, Sebastião Salgado, Vandana Shiva, Arundhati Roy y Desmond Tutu.
En España, el trabajo de Survival ha sido apoyado por Víctor Manuel y Ana Belén, Belén Rueda, Rosa Montero, Adela Úcar, Iñaki y Robe de Extremoduro, el grupo musical El Bicho, entre otras personalidades.
La campaña de Survival por guaraníes ha inspirado una cinta cinematográfica y una canción: la primera de la mano del director de cine Marco Bechis, llamada Birdwatchers (Terra de los hombres rojos), y rodada en el año 2008 tras la muerte del líder indígena Marcos Verón; la segunda y más reciente, la melodía Guaraní-kayowá interpretada por Sara Pi y Érico Moreira. Los artistas destinaron parte de lo recaudado por la descarga de su versión digital a la organización, durante un año y desde su lanzamiento en 2014. El documentalista de la BBC Bruce Parry reunió en 2008 a destacados artistas musicales para grabar Amazon/Tribe – Songs for Survival, un doble álbum cuya venta permitió la recaudación de fondos para la organización. Entre los artistas que participaron: Mike Oldfield, Jason Mraz, Tom Baxter y Will.i.am (Black Eyed Peas).

## Publicaciones
“Informe Guardianes de la tierra sagrada”, Honour Drysdale, Survival International, 1994.
“Allá Vamos, otra vez”, Oren Ginzburg, Hungry man books, 2005.
“El progreso puede matar”, Survival International, 2007.
“Somos Uno”, Joanna Eede, edición española Blume, 2009.
“Pueblos Indígenas para el mundo de mañana”, Stephen Corry, editorial Círculo Rojo, 2014.